# Ambidekstral
Ambidekstral (lat. ambi 'begge'; dekstral 'højre') anvendes inden for motorikken om personer hvor hverken højre eller venstre side har præference. Vedrørende håndethed bruger personen begge hænder lige godt.